# 協奏的舞曲
『協奏的舞曲』（きょうそうてきぶきょく、仏: Danses concertantes ダンス・コンセルタント）は、イーゴリ・ストラヴィンスキーが1941年から1942年にかけて作曲した室内管弦楽曲。演奏会用に作曲されたが、バレエとしても演じられる。
『ダンバートン・オークス協奏曲』（1938年）や『弦楽のための協奏曲』（1946年）と同様に合奏協奏曲的な特徴を持つ。

## 作曲の経緯
ロサンゼルスに交響楽団を設立した指揮者のワーナー・ジャンセンはストラヴィンスキーに演奏会用の作品を委嘱した。ストラヴィンスキーは筋のない抽象的なバレエ曲の形式を持つ作品を作り、『協奏的舞曲』と名付けた。1941年から1942年1月にかけて作曲された。

## 初演
1942年2月8日にロサンゼルスでジャンセンの交響楽団、ストラヴィンスキー本人の指揮によって初演された。演奏者の腕前は一流で、ストラヴィンスキーを満足させた。
1944年6月10日にジョージ・バランシンの振付、ユージン・バーマンの美術により、バレエ・リュス・ド・モンテカルロによってニューヨークでバレエとして公演された。
1955年にはケネス・マクミランの振付により、ロンドンのサドラーズ・ウェルズ劇場バレエ（後にロイヤル・バレエ団になる）によって公演された。

## 編成
24人の奏者によって演奏される。
- フルート、オーボエ、クラリネット、ファゴット、ホルン2、トランペット、トロンボーン、ティンパニ、ヴァイオリン6、ヴィオラ4、チェロ3、コントラバス2[2]。

## 曲の構成
1. 行進曲（Marche - Introduction）
2. パ・ダクシオン（Pas d'action）
3. 主題と変奏（Thème varié）- 主題と4つの変奏[6]からなる
4. パ・ド・ドゥ（Pas de deux）
5. 行進曲（Marche - Conclusion）

演奏時間は約20分。

## 音楽
ウォルシュによると、この曲には『カルタ遊び』と同様にチャイコフスキー、ドリーブ、シューベルト『軍隊行進曲』、バッハなどの引用が見られる。しかしながら、曲は借り物であってもその鋭く経済的で洗練されたスタイルは完全にストラヴィンスキーのものであり、また『春の祭典』や『結婚』のような変拍子のリズムとは別種の、単純な拍子を崩壊させることによって発生するリズムの複雑さが見られるという。